# 朝鮮人民軍歌
朝鮮人民軍歌（ちょうせんじんみんぐんか、朝鮮語: 조선인민군가）とは、朝鮮民主主義人民共和国（北朝鮮）の軍歌。朝鮮人民軍（北朝鮮軍）を代表する軍歌である。

## 来歴
1968年、リ・ボムス(리범수)が作詞し、ラ・グク(라국)が作曲した。歌詞には『抗日の伝統受け継ぎ』とあるが、これは北朝鮮軍の建軍が1948年2月8日であるが、北朝鮮はそのルーツを金日成主席が満州で抗日パルチザンを結成した1932年4月25日とし、この日を建軍節（軍創建記念日）としている事情を反映してのもの。
朝鮮戦争中までは、鄭律成がソ連（ドイツ説も）の歌を編曲し作詞した「人民軍行進曲」（인민군행진곡）が北朝鮮軍の歌として大々的に歌われていた。鄭は延安で1939年「八路軍行進曲」（現在の中国人民解放軍進行曲）などを作曲した朝鮮出身の抗日運動家である。日本の敗戦後、北朝鮮に帰国したが、1950年中国共産党に召還され中国に帰化。そのまま同地で没した。「人民軍行進曲」は朝鮮戦争後、歌われる機会がなくなったが、これは、北朝鮮で個人独裁を進める金日成が1950年代に延安派の幹部を粛清したことに関係しているとの見方もある。